# Феодосија
Феодосија (рус. Феодосия, укр. Феодосія, Теодосія; ктат. и тур. Kefe), град је на Криму (спорно подручје Русије и Украјине), у Републици Крим (према гледишту Русије) односно у Аутономној Републици Крим (према гледишту Украјине). Према процени из 2012. у граду је живело 69.786 становника.

## Историја

### Теодосија (Грчка колонија)
Град су као Теодосију (Θεοδοσία) основали грчки колонисти из Милета у 6. веку пре нове ере. Познат по богатом пољопривредном земљишту од којег је зависила његова трговина, град су уништили Хуни у 4. веку нове ере.
Теодосија је остала мање село током већег дела наредних девет стотина година. Понекад је био део сфере утицаја Хазара (ископавања су открила хазарске артефакте из 9. века) и Византије.
Као и остатак Крима, ово место (село) је потпало под доминацију Кумана и освојили су га Монголи 1230-их.
Насеље по имену Кафас (грч. Καφᾶς) постојало је око Теодосије пре продора Ђеновљана у Црно море. Археолошки докази указују да се током средњег века становништво Теодосије никада није смањило на нулу; неколико средњовековних цркава налази се на том подручју из времена касне антике/раног средњег века. Међутим, становништво је постало потпуно аграрно. Мало локално грчко становништво морало је живети и у суседним насељима. Вероватно су од 9. века поред Грка живели Кумани и Готи, а до 1270-их, можда и неки Татари и Јермени.

### Кафа (Ђеновљанска колонија)
Крајем 13. века стигли су трговци из Републике Ђенове и купили град од владајуће Златне хорде. Основали су цветајуће трговачко насеље звано Кафа, које је практично монополисало трговину у црноморском региону и служило као главна лука и административни центар за ђеновљанска насеља око мора. У њему се налазило једно од највећих европских тржишта робова. Велика совјетска енциклопедија такође додаје да је град Кафа настао у време када је тим подручјем владао кан Златне Хорде Мунглетемур.
Ибн Батута је посетио град, приметивши да је то "велики град дуж морске обале у којем живе хришћани, већином Ђеновљани." Даље је рекао, "Спустили смо се у његову луку, где смо видели дивну луку са око две стотине бродова у њој, како ратних, тако и трговачких бродова, малих и великих, јер је то једна од светских славних лука."
Почетком 1318. године папа Јован XXII је основао бискупију латинске цркве у Кафи, као суфраган Ђенове. Папска була о именовању првог бискупа приписује му огромну територију: "од града Варне у Бугарској до Сараја по географској дужини, а од Црног мора до земље Русина по географској ширини" (лат. "a villa de Varna in Bulgaria usque Sarey inclusive in longitudinem et a mari Pontico usque ad terram Ruthenorum in latitudinem"). Први бискуп био је фра Героламо, који је већ седам година обављао функцију епископа мисионара ад партес Тартарорум. Епархија је завршила као резиденцијална епископија освајањем града од стране Османлија 1475. године. Сходно томе, Католичка црква католичка црква данас наводи Кафу као титуларну престоницу.
Верује се да је разорна пандемија црне смрти први пут ушла у Европу преко Кафе 1347. године, кроз кретања Златне Хорде. Након дуготрајне опсаде током које је монголска војска под Јани Бегом наводно венула од болести, они су катапултирали заражене лешеве преко градских зидина, заразивши становнике, у једном од првих случајева биолошког ратовања. Становници који су бежали можда су пренели болест назад у Италију, узрокујући њено ширење широм Европе. Међутим, изгледа да се куга ширила постепено, и требало је више од годину дана да са Крима стигне у Европу. Такође, постојао је велики број кримских лука под контролом Монгола, тако да је мало вероватно да је Кафа била једини извор бродова заражених кугом који су се упутили ка Европи. Поред тога, постојали су копнени каравански путеви са истока којима се такође преносила болест и у Европу.
Кафа се на крају опоравила. Успешан, културно разнолик град и његову препуну пијацу робова описао је шпански путник Педро Тафур, који је био тамо 1430-их. Године 1462. Кафа се ставила под заштиту пољског краља Казимира IV. Међутим, Пољска није понудила значајнију помоћ због појачања које је војвода Чарторицки, након свађе са мештанима, масакрирао у тврђаву Бар (данашња Украјина).

### Кефе (Османско царство)
Након пада Константинопоља, Амасре, и на крају Трапезунтског царства, положај Кафе је постао неодржив и привукао је пажњу османског султана Мехмеда II. Није му било тешко да нађе изговор да освоји ову последњу ђеновљанску колонију на Црном мору. Године 1473 тудун (гувернер) Кримског каната је умро и дошло је до борбе око именовања његовог наследника. Ђеновљани су се сами укључили у спор, а татарски угледници који су фаворизовали кандидата који је изгубио на крају су тражили од Мехмеда да реши спор. Мехмед је послао флоту под османским командантом Ахмед-пашом, која је напустила Константинопољ 19. маја 1475. Усидрила се пред зидинама града 1. јуна, сутрадан је започела бомбардовање, а 6. јуна становници су капитулирали. Током наредних неколико дана, Османлије су пљачкале становништво и отеле су 1.500 младића ради служења у султановој палати. Дана 8. јула задат је последњи ударац када је свим становницима латинског порекла наређено да се преселе у Истанбул, где су основали кварт (Кефели махале) који је добио име по граду који су били приморани да напусте. Преименована у Кефе, Кафа је постала једна од најважнијих турских лука на Црном мору.
Године 1615. Запорошки козаци под вођством Петра Конашевича-Сагајдачног уништили су турску флоту и заузели Кафу. Освојивши град, козаци су ослободили мушкарце, жене и децу који су били робови.

### Феодосија (Русија)
Османска контрола је престала када је растућа Руска Империја преузело Крим између 1774. и 1783. године. Преименована је у Феодосију (руски Ѳеодосія; реформисани правопис Феодосия), по традиционалном руском тумачењу њеног старогрчког имена. Године 1900. Зиболд је изградио први ваздушни бунар (кондензатор росе) на планини Тепе-Оба код Феодосије.

### Совјетски Савез

#### Други светски рат и холокауст
Град су окупирале снаге нацистичке Немачке током Другог светског рата, при чему је претрпео значајну штету. Јеврејско становништво које је бројало 3.248 пре немачке окупације убиле су снаге СД-Ајнзацгрупе Д између 16. новембра и 15. децембра 1941. године. Сведок са којим је разговарала совјетска ванредна комисија 1944. године и цитиран на веб страници француске организације Јахад-Ин Унум описао је како су Јевреји сакупљени у граду: "[Сви] Јевреји су били окупљени. Немци су им рекли да ће бити расељени негде у Украјини. 4. децембра 1941. ујутру сви Јевреји, укључујући мог оца, моју мајку и моју сестру, одведени су у против -тенковски ров где су их погубили немачки стрелци. Тог дана је стрељано 1.500-1.700 људи." Споменик у част жртвама холокауста налази се на раскрсници Керченског и Симферопољског магистралног пута. Уочи пасхе 7. априла 2012. године, непознате особе су по шести пут оскрнавиле споменик, што је окарактерисано као антисемитски чин.
Све староседеоце Татаре ухапсиле су совјетске снаге пошто се неколико хиљада Татара борило раме уз раме са нацистима против совјетских снага и учествовало у геноциду над Јеврејима. По наређењу Стаљина, сви Татари су послати у Казахстан, Узбекистан и друге средњеазијске републике СССР-а.

## Географија

### Клима
Клима је топла и сува и могла би се описати као влажна суптропска клима, али не и као медитеранска, јер тренд сушних лета није довољно изражен.
| Клима Феодосија (1991–2020, екстреми 1881–данас).)                              | Клима Феодосија (1991–2020, екстреми 1881–данас).) | Клима Феодосија (1991–2020, екстреми 1881–данас).) | Клима Феодосија (1991–2020, екстреми 1881–данас).) | Клима Феодосија (1991–2020, екстреми 1881–данас).) | Клима Феодосија (1991–2020, екстреми 1881–данас).) | Клима Феодосија (1991–2020, екстреми 1881–данас).) | Клима Феодосија (1991–2020, екстреми 1881–данас).) | Клима Феодосија (1991–2020, екстреми 1881–данас).) | Клима Феодосија (1991–2020, екстреми 1881–данас).) | Клима Феодосија (1991–2020, екстреми 1881–данас).) | Клима Феодосија (1991–2020, екстреми 1881–данас).) | Клима Феодосија (1991–2020, екстреми 1881–данас).) | Клима Феодосија (1991–2020, екстреми 1881–данас).) |
| Показатељ \ Месец                                                               | .Јан.                                              | .Феб.                                              | .Мар.                                              | .Апр.                                              | .Мај.                                              | .Јун.                                              | .Јул.                                              | .Авг.                                              | .Сеп.                                              | .Окт.                                              | .Нов.                                              | .Дец.                                              | .Год.                                              |
| ------------------------------------------------------------------------------- | -------------------------------------------------- | -------------------------------------------------- | -------------------------------------------------- | -------------------------------------------------- | -------------------------------------------------- | -------------------------------------------------- | -------------------------------------------------- | -------------------------------------------------- | -------------------------------------------------- | -------------------------------------------------- | -------------------------------------------------- | -------------------------------------------------- | -------------------------------------------------- |
| Апсолутни максимум, °C (°F)                                                     | 19,1 (66,4)                                        | 18,6 (65,5)                                        | 27,2 (81)                                          | 27,5 (81,5)                                        | 31,9 (89,4)                                        | 35,0 (95)                                          | 38,8 (101,8)                                       | 38,9 (102)                                         | 33,3 (91,9)                                        | 29,0 (84,2)                                        | 26,9 (80,4)                                        | 21,8 (71,2)                                        | 38,9 (102)                                         |
| Максимум, °C (°F)                                                               | 4,9 (40,8)                                         | 5,6 (42,1)                                         | 9,5 (49,1)                                         | 15,1 (59,2)                                        | 21,3 (70,3)                                        | 26,5 (79,7)                                        | 29,7 (85,5)                                        | 29,6 (85,3)                                        | 23,9 (75)                                          | 17,5 (63,5)                                        | 11,1 (52)                                          | 6,9 (44,4)                                         | 16,8 (62,2)                                        |
| Просек, °C (°F)                                                                 | 2,0 (35,6)                                         | 2,4 (36,3)                                         | 5,8 (42,4)                                         | 10,9 (51,6)                                        | 16,7 (62,1)                                        | 21,9 (71,4)                                        | 24,8 (76,6)                                        | 24,6 (76,3)                                        | 19,3 (66,7)                                        | 13,5 (56,3)                                        | 7,9 (46,2)                                         | 4,1 (39,4)                                         | 12,8 (55)                                          |
| Минимум, °C (°F)                                                                | −0,7 (30,7)                                        | −0,4 (31,3)                                        | 2,8 (37)                                           | 7,4 (45,3)                                         | 12,8 (55)                                          | 17,6 (63,7)                                        | 20,4 (68,7)                                        | 20,2 (68,4)                                        | 15,3 (59,5)                                        | 10,1 (50,2)                                        | 5,0 (41)                                           | 1,5 (34,7)                                         | 9,3 (48,7)                                         |
| Апсолутни минимум, °C (°F)                                                      | −25,0 (−13)                                        | −25,1 (−13,2)                                      | −14,0 (6,8)                                        | −5,5 (22,1)                                        | 1,1 (34)                                           | 5,0 (41)                                           | 9,1 (48,4)                                         | 9,4 (48,9)                                         | 1,4 (34,5)                                         | −11,2 (11,8)                                       | −14,9 (5,2)                                        | −18,6 (−1,5)                                       | −25,1 (−13,2)                                      |
| Количина падавина, mm (in)                                                      | 43 (1,69)                                          | 36 (1,42)                                          | 38 (1,5)                                           | 32 (1,26)                                          | 41 (1,61)                                          | 43 (1,69)                                          | 33 (1,3)                                           | 41 (1,61)                                          | 43 (1,69)                                          | 41 (1,61)                                          | 41 (1,61)                                          | 46 (1,81)                                          | 478 (18,82)                                        |
| Дани са кишом                                                                   | 12                                                 | 8                                                  | 10                                                 | 11                                                 | 9                                                  | 7                                                  | 7                                                  | 6                                                  | 9                                                  | 8                                                  | 12                                                 | 12                                                 | 111                                                |
| Дани са снегом                                                                  | 8                                                  | 8                                                  | 6                                                  | 0,3                                                | 0,1                                                | 0                                                  | 0                                                  | 0                                                  | 0                                                  | 0,1                                                | 2                                                  | 6                                                  | 31                                                 |
| Релативна влажност, %                                                           | 81,3                                               | 79,2                                               | 77,1                                               | 73,4                                               | 70,5                                               | 68,3                                               | 63,5                                               | 64,3                                               | 70,0                                               | 76,5                                               | 80,8                                               | 82,0                                               | 73,9                                               |
| Сунчани сати — месечни просек                                                   | 63                                                 | 72                                                 | 129                                                | 182                                                | 252                                                | 283                                                | 308                                                | 287                                                | 246                                                | 166                                                | 85                                                 | 51                                                 | 2.124                                              |
| Извор #1: Pogoda.ru.net, Светска метеоролошка организација (влажност 1981–2010) |                                                    |                                                    |                                                    |                                                    |                                                    |                                                    |                                                    |                                                    |                                                    |                                                    |                                                    |                                                    |                                                    |
| Извор #2: НОАА (сунце, 1961−1990)                                               |                                                    |                                                    |                                                    |                                                    |                                                    |                                                    |                                                    |                                                    |                                                    |                                                    |                                                    |                                                    |                                                    |

## Становништво
Према процени, у граду је 2012. живело 69.786 становника.
| 1979.  | 1989.  | 2001.  | 2012.  |
| ------ | ------ | ------ | ------ |
| 76.402 | 83.912 | 74.669 | 69.786 |

## Данашња Феодосија
Модерна Феодосија је одмаралиште са популацијом од око 69.000 људи. Има плаже, минералне изворе и блатна купатила, санаторије и домове за одмор. Осим туризма, њена привреда почива на пољопривреди и рибарству. Локалне индустрије укључују риболов, пиварство и конзервирање. Као и код већег дела Крима, већина његовог становништва су етнички Руси; украјински језик језик се ретко користи. У јуну 2006. године у Феодосији су одржани анти-НАТО протести.
Док је већина плажа на Криму шљунчана, у области Феодосије постоји јединствена Златна плажа (рус. Zolotoy Plyazh) направљена од малих шкољки која се протеже око 15 км.
Град је ретко насељен током зимских месеци и већина кафића и ресторана је затворена. Посао и туризам расту средином јуна и достижу врхунац током јула и августа. Као и у другим одмаралиштима на Криму, туристи долазе углавном из земаља бившег Совјетског Савеза (З. Н. Д.).
Феодосија је била град у коме је целог живота живео и радио сликар морских пејзажа Иван Ајвазовски и где су генерал Пјотр Котљаревски и писац Александар Грин провели своје последње године. Популарне туристичке локације укључују Националну уметничку галерију Ајвазовски и ђеновљанску тврђаву.

## Партнерски градови
- Армавир, Јерменија
- Азов, Русија
- Кронштат, Русија
- Ставропољ, Русија
- Колобжег, Пољска

## Познати грађани
- Иван Ајвазовски (1817-1900), руски сликар
- Роман Капитоненко (рођен 1981), украјински боксер
- Волф Костаковски (1879-1944), амерички клезмер виолиниста
- Анджеј Личик (рођен 1977), пољски боксер

## У популарној култури
Касносредњовековни град Кафа је место где се одвија део радње романа Каприс и Рондо by Дороти Дарнет.
Бискуп Кафе из раног 14. века појављује се у роману Умберта Ека Име руже, где даје неколико оштрих одговора у дугој, бурној дебати унутар групе монаха и свештеника; приказан је као агресиван и помало ускогрудан.

## Галерија
- Поглед са Тепе-Обу
- Средњовековно караимско гробље
- Ђеновљански замак
- Лука и Тепе-Оба
- Светионик на Тепе-Оби
- Центар града Феодосије

### Додатни извори
- Annette M. B. Meakin (1906). „Theodosia”. Russia, Travels and Studies. London: Hurst and Blackett. OCLC 3664651. OL 24181315M.
- Chisholm, Hugh, ур. (1911). „Theodosia”.  (на језику: енглески). 26 (11 изд.). Cambridge University Press.
- Гавриленко О. А., Сівальньов О. М., Цибулькін В. В. Генуезька спадщина на теренах України; етнодержавознавчий вимір. — Харків: Точка, 2017.— 260 с.  978-617-669-209-6.
- Khvalkov, Evgeny (2017). The Colonies of Genoa in the Black Sea Region: Evolution and Transformation. Routledge Research in Medieval Studies. L, NY: Routledge Taylor & Francis Group. стр. 444. ISBN 9781138081604. LCCN 2017028228.
- Khvalkov E. Evoluzione della struttura della migrazione dei liguri e dei corsi nelle colonie genovesi tra Trecento e Quattrocento. In: Atti della Società Ligure di Storia Patria, Nuova Serie'. 2017. Vol. 57 / 131 . -pp. 67–79.
- Khvalkov E. I piemontesi nelle colonie genovesi sul Mar Nero: popolazione del Piemonte a Caffa secondo i dati delle Massariae Caffae ad annum del 1423 e del 1461. In: Studi Piemontesi. 2017. No. 2. pp. 623–628.
- Khvalkov E. Campania, Puglia e Basilicata nella colonizzazione genovese dell'Oltremare nei secoli XIV – XV: Caffa genovese secondo i dati dei libri contabili. In: Rassegna Storica Salernitana. 2016. Vol. 65. pp. 11–16.
- Khvalkov, Evgeny (2019). „Italia settentrionale e centrale nel progetto coloniale genovese sul Mar Nero: gente di Padania e Toscana a Caffa genovese nei secoli XIII – XV secondo i dati delle Massariae Caffae ad annum 1423 e 1461. In: Studi veneziani. 2016. Vol. 73. P. 237-240. Khvalkov E.”. SPb HSE (на језику: италијански). Приступљено 2019-10-19.
- Khvalkov, Evgeny A. (2015). „Il progetto coloniale genovese sul Mar Nero, la dinamica della migrazione latina a Caffa e la gente catalanoaragonese, siciliana e sarda nel Medio Evo” (PDF). Archivio Storico Sardo (на језику: италијански). Deputazione di Storia Patria per la Sardegna. www.deputazionestoriapatriasardegna.it. 50 (1): 265—279. ISSN 2037-5514.
- „KVK-Volltitel”. kvk.bibliothek.kit.edu. Приступљено 2019-10-16.
- „Società Messinese di Storia Patria. Archivio Storico Messinese, Volume 96”. www.societamessinesedistoriapatria.it. 2015. Приступљено 2019-10-21.